# گمینا گرفیتسه
گمینا گرفیتسه (به لهستانی:  Gmina Gryfice) یک گمینا در لهستان است که در شهرستان گرفیتسه واقع شده‌است. گمینا گرفیتسه ۲۶۱٫۶۳ کیلومتر مربع مساحت و ۲۳٬۴۸۷ نفر جمعیت دارد.